# 無綫電視午間新聞
《午間新聞》（英語：Noon News），香港電視廣播有限公司新聞及資訊部製作的新聞節目。每天香港時間中午於旗下頻道翡翠台、無綫新聞台播出。
香港其他電視台同類節目有HOY TV的《午間新聞》（12:30時段）、ViuTV的《Now午間新聞》（12:00時段）及鳳凰衛視香港台的《午間快綫》（13:00時段）。

## 播放時間
《午間新聞》在香港時間星期一至星期五13:00-13:20及星期六、日13:00-13:15於翡翠台播出。
遇有大型特別事件時，播放時間會延長至半小時及分為每十五分鐘一節播映，而香港回歸後首日《午間新聞》更以史無前例的方式播映一小時及分為四節播映。
1974年6月22日起，增設星期六、日播映時段。
《午間新聞》播放時間歷年來有多次改動，以下是本節目播放時間列表：
| 日期                           | 星期一至五  | 星期六      | 星期日      | 備註 |
| 1969年9月1日－ 1973年11月30日  | 12:45-13:00 | N/A         | N/A         | 名稱為《中午新聞》。                                                                                              |
| 1973年12月3日－ 1974年3月8日   | 13:45-14:00 | N/A         | N/A         | |
| 1974年3月11日－ 1974年6月14日  | 13:30-13:45 | N/A         | N/A         | |
| 1974年6月17日－ 1975年9月28日  | 12:15-14:30 | 12:15-14:30 | 12:15-14:30 | 節目播放時間不一而有所不同                                                                                        |
| 1975年9月29日－ 1976年2月29日  | 13:05-13:20 | 13:00-13:15 | 13:10-13:25 | |
| 1976年3月1日－ 1976年10月31日  | 12:55-13:10 | 13:00-13:15 | 13:10-13:25 | |
| 1976年11月1日－ 1977年1月2日   | 13:30-13:45 | 13:00-13:15 | 13:10-13:25 | |
| 1977年1月3日－ 1977年5月22日   | 12:55-13:10 | 13:00-13:15 | 13:10-13:25 | |
| 1977年5月23日－ 1979年12月30日 | 12:55-13:10 | 12:55-13:10 | 13:10-13:25 | |
| 1979年12月31日－ 1994年2月27日 | 13:00-13:15 | 13:00-13:15 | 13:00-13:15 | |
| 1994年2月28日－ 2003年9月14日  | 13:00-13:20 | 13:00-13:15 | 13:00-13:15 | |
| 2003年9月15日－ 2003年10月12日 | 13:00-13:20 | 13:00-13:15 | 13:00-13:10 | 因星期日13:10-13:15重播《宜室宜居有辦法》，《午間新聞》提前5分鐘結束。                                            |
| 2003年10月13日－ 2004年5月23日 | 13:00-13:15 | 13:00-13:15 | 13:00-13:10 | 因應星期一至五的《午間新聞》播放完畢後轉播瞬間看地球，提前5分鐘結束。                                             |
| 2004年5月24日－ 2017年10月15日 | 13:00-13:15 | 13:00-13:10 | 13:00-13:10 | 因應星期六的《午間新聞》播放完畢後轉播瞬間看地球，提前5分鐘結束。                                                 |
| 2017年10月16日－ 2018年9月2日  | 13:00-13:20 | 13:00-13:10 | 13:00-13:10 | 因取消播映港台節目《左右紅藍綠》，時段改播《時事通識》及《瞬間看地球》，星期一至五的《午間新聞》延長至5分鐘結束。 |
| 2018年9月3日－ 2022年3月31日   | 13:00-13:15 | 13:00-13:10 | 13:00-13:10 | 因取消播映《時事通識》以及《都市閒情》提前至13:20播映，星期一至五的《午間新聞》改回13:15結束。                    |
| 2022年4月1日－ 至今            | 13:00-13:20 | 13:00-13:15 | 13:00-13:15 | 因取消播映《瞬間看地球》，星期一至五的《午間新聞》延長至13:20結束，而週末延長至13:15結束。                        |

### 無綫新聞台
正常情況下，無綫新聞台《午間新聞》在香港時間每日12:00-13:00播出。2019年1月15日，TVB新聞台停播，並只在無綫新聞台播出。

## 翡翠台主播
正常情況下，《午間新聞》只有一位主播負責兼任整節新聞，惟在特別日子曾出現由兩位主播負責，如1993年元旦及1997年7月1日，2008年北京奧運期間首次引進臨時體育主播當年為馮堅成，其後世界各地如有奧運繼續會引進臨時體育主播

### 現任主播
|      | 星期一至星期五              | 星期六至日                  |
| ---- | --------------------------- | --------------------------- |
| 主播 | 盤翠瑩                      | 翟睿敏                      |
| 替更 | 黎在山/葉芷樺/黃曉瑩/周可茵 | 黎在山/葉芷樺/黃曉瑩/周可茵 |

## 內容

### 翡翠台
現時《午間新聞》的節目內容包括：
- 一般新聞（星期一至五:約十七分鐘；星期六、日:約十三分鐘）：包括港聞、內地時事、國際時事、軟性新聞、體育
- 午間財經（約三分鐘）：報告股市狀況、美元/港元匯價及金價（只限港股交易日）
- 天氣：包括溫度、相對濕度；香港空氣質素健康指數及紫外線指數

## 海外版
另外，無綫電視亦有製作海外版的《午間新聞》，内容大致錄取自香港版的《午間新聞》，但部分採用由國際通行社提供片段的新聞内容則被刪除。節目片頭中不設新聞提要，主播在節目開始時亦會特別歡迎各位海外觀眾收看這節新聞。主播則與同日香港版《午間新聞》的主播相同。
加拿大的新時代電視現時以《香港衛星新聞 - 早晨第一線》的名義，每天於當地時間07:30和07:50播放海外版《午間新聞》。

## 外部連結
- 無綫新聞網站 - 《午間新聞》重溫 （页面存档备份，存于）